# 望遠鏡座λ
望遠鏡座λ，又名CP-53 9402，HD 175510、SAO 245834、HR 7134，是望遠鏡座的一颗恒星，视星等为4.87，位于銀經343.57，銀緯-22.35，其B1900.0坐标为赤經18h 50m 27.8s，赤緯-53° -22.35′ 10″。